# سالیوان
سالیوان یک نام خانوادگی است. افراد شاخص با این نام از این قرارند:
- هری استک سالیوان، روانپزشک آمریکایی
- لیلی سالیوان، بازیگر استرالیایی
- لویی سالیوان، معمار آمریکایی
- جیک سالیوان، یک مقام ارشد آمریکایی
- چارلز سالیوان، بازیگر آمریکایی
- آن سالیوان، معلم آمریکایی
- ویلیام سالیوان، سفیر آمریکا در ایران
- دیوید سالیوان (تاجر)، تاجر و پورنوگرافی سابق اهل ولز
- کوین سالیوان، کارگردان، تهیه کننده، فیلمنامه نویس اهل کانادا
- دنیس سالیوان، ریاضیدان اهل ایالات متحده آمریکا